# Selling My Soul
"Selling My Soul" é uma canção da banda Black Sabbath. Assim como o "Psycho Man", é uma das canções inéditas do álbum ao vivo Reunion. Se tornou single em 1999. Ao contrário de "Psycho Man", outro single que fora gravada pela formação original da banda, as linhas de bateria foram reproduzidas por um programa de computador, ficando assim o baterista Bill Ward de fora das gravações da canção.

## Posições
| 17 |